# Gongliao
Gongliao (chinois traditionnel : 貢寮區 ; pinyin : Gòngliáo Qū) est un district rural de la municipalité du Nouveau Taipei, à Taïwan. Il constitue géographiquement le district le plus oriental de l'île de Taïwan et son point le plus oriental est le cap Santiago.

## Histoire
Pendant la période de l'occupation japonaise, Gongliao fut appelé "village de Kōryō" (貢寮庄), placé administrativement sous le district de Kīrun, au sein de la préfecture de Taihoku. 

## Géographie
- Superficie : 99,97 km2
- Population : 12 858 habitants (janvier 2016)

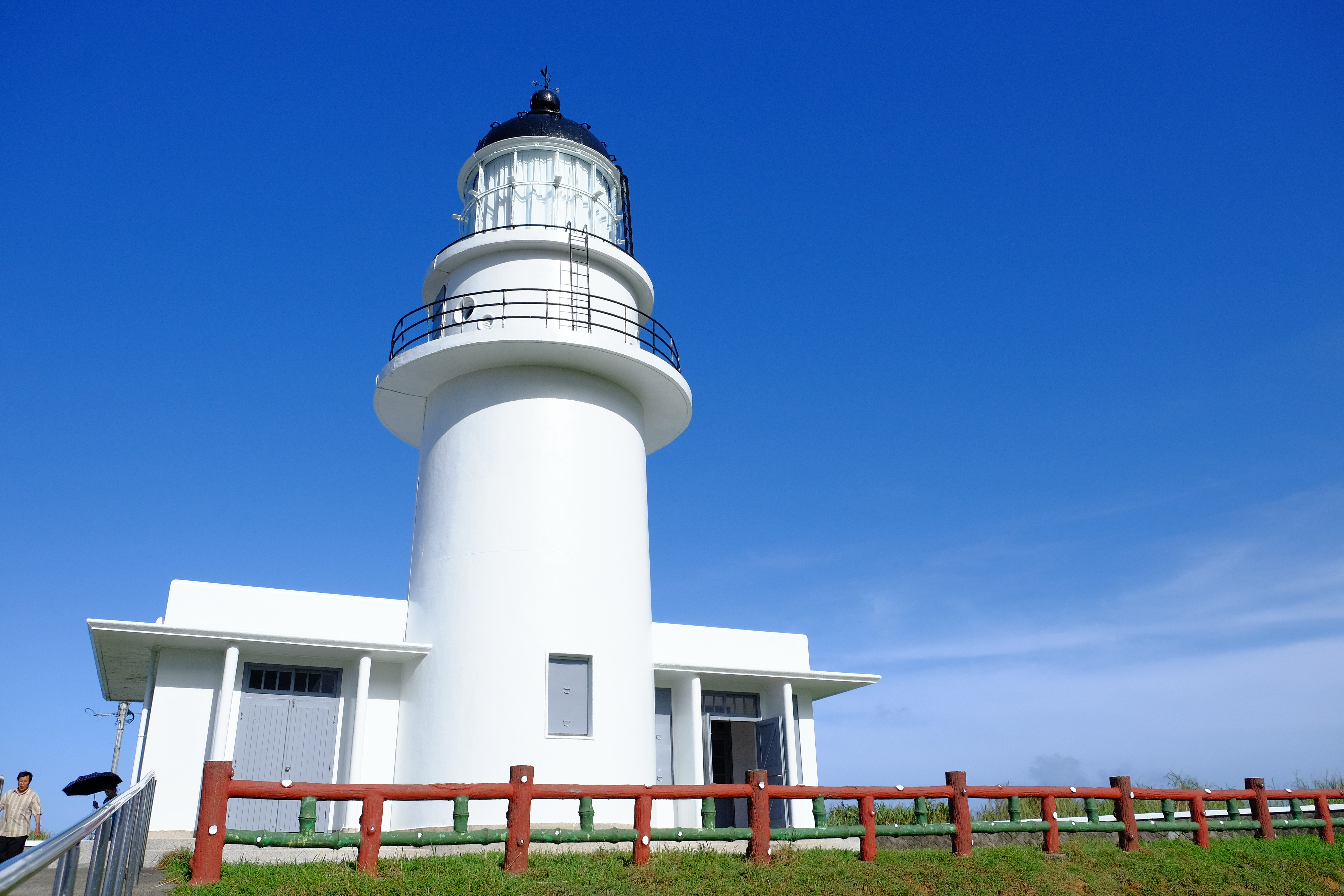
Le phare de Shandiaojiao
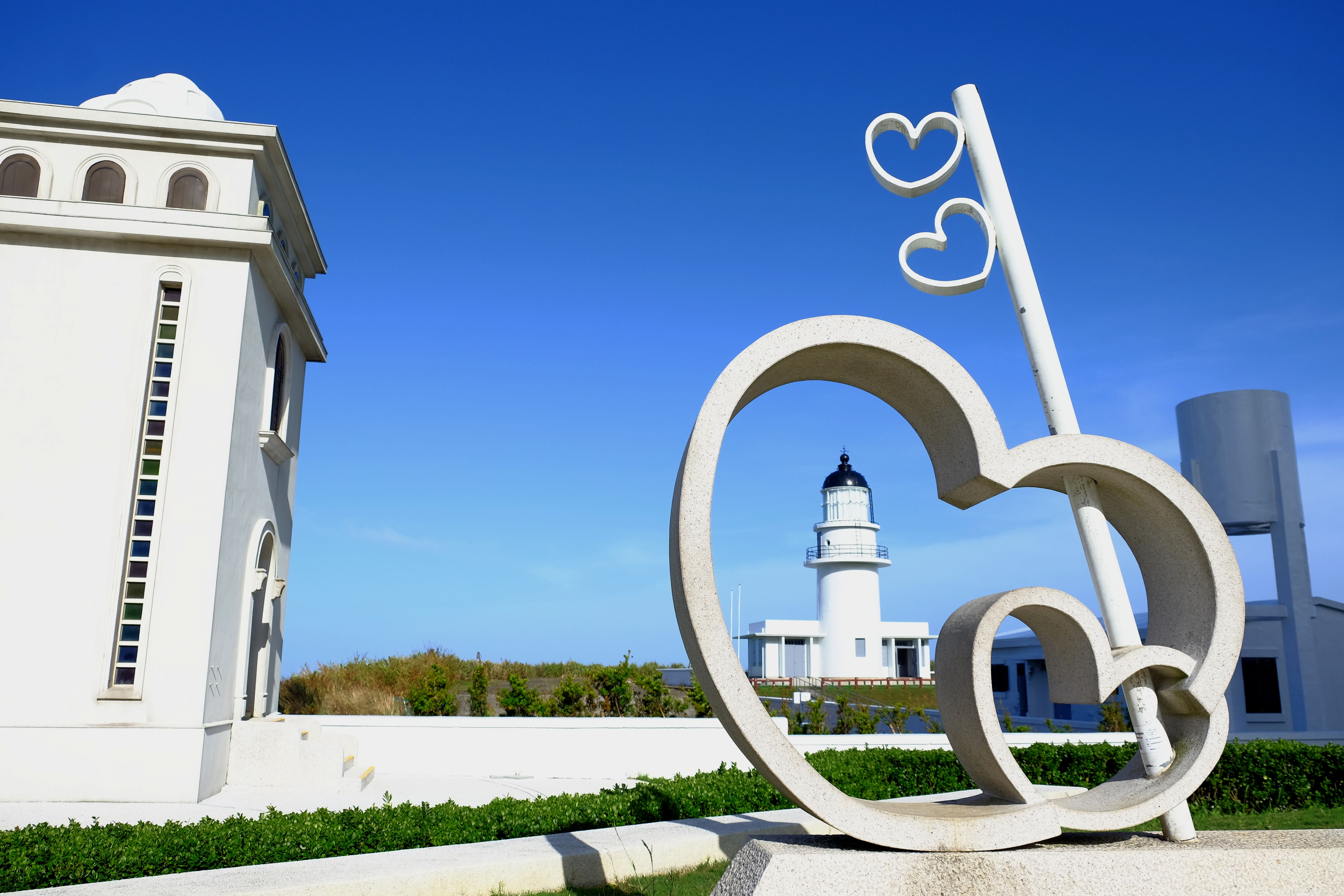
Square devant le phare de Shandiaojiao
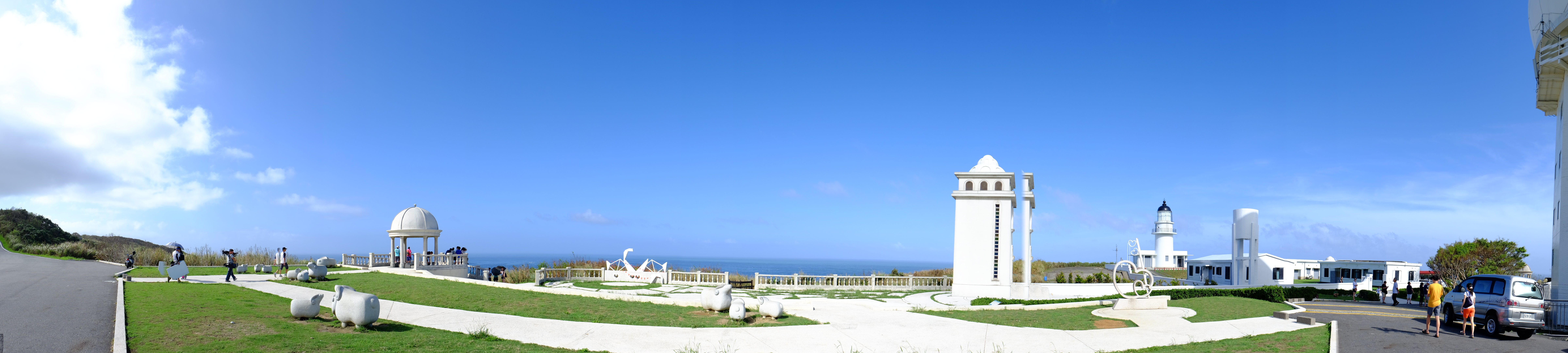
Le phare de Shandiaojiao
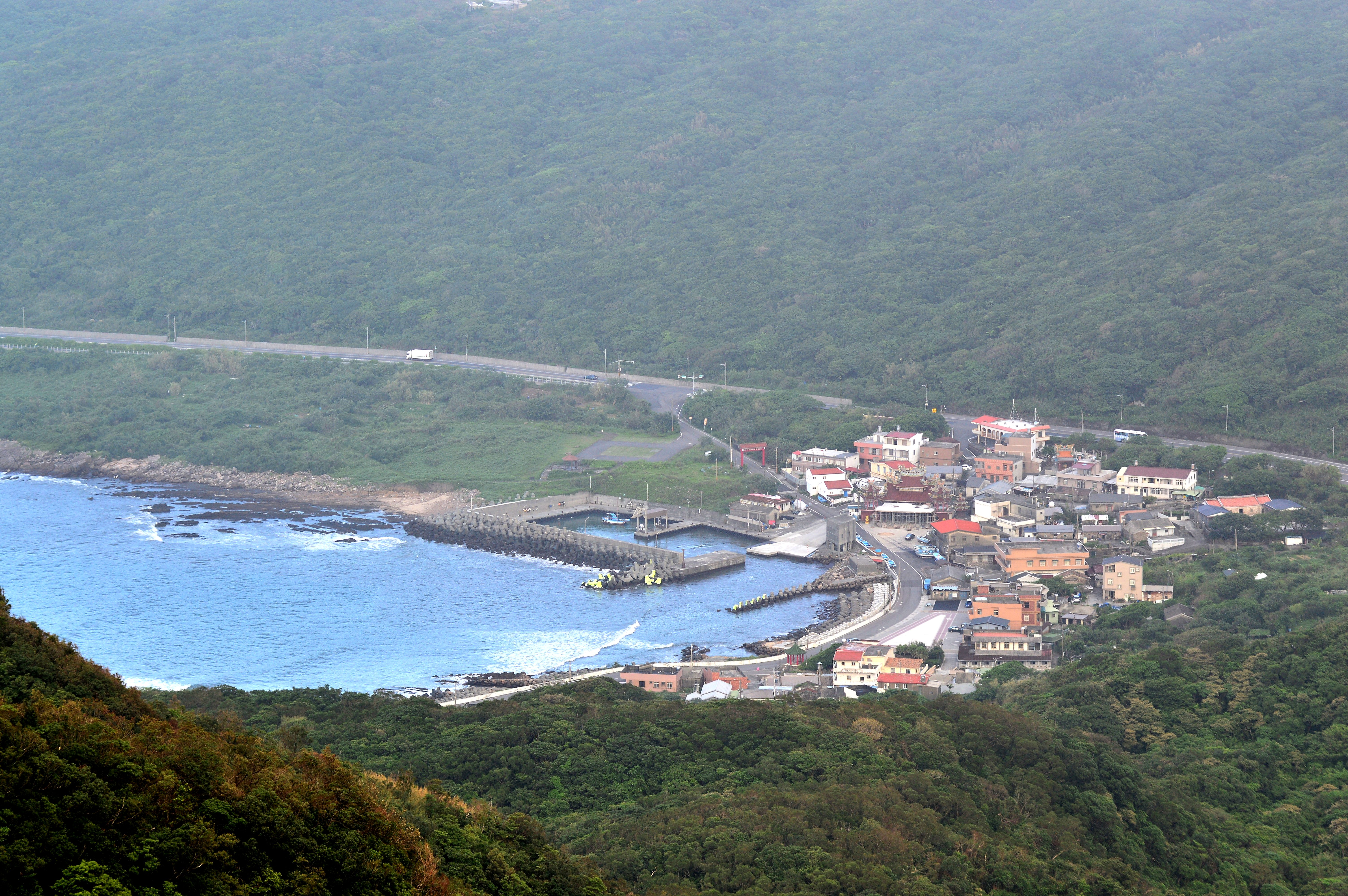
Le petit village à Gongliao

## Attractions touristiques
- Aodi (parfois Audi, Aoti, Auti; chinois:澳底): petit village de pêcheurs et destination touristique populaire grâce à son cadre panoramique et à ses restaurants de fruits de mer. Il est aussi proche de la centrale nucléaire de Lungmen, dont la construction, controversée, débuta en 1999. La plage de Yenliao (鹽寮), située toute proche, fut le lieu du premier débarquement des troupes d'invasion japonaises en 1895.

- Festival de rock Hohaiyan
- Phare du cap Santiago au promontoire du même nom.
- Plage de Fulong
- Plage de Yanliao
- Ancien tunnel Tsau Ling (草嶺古道)

## Transport
- Station TRA de Fulong
- Station TRA de Gongliao

## Personnalité liée au district
- Puff Kuo, mannequin, actrice et chanteuse